# Гутендорф
Гутендорф (нем. Gutendorf) — община в Германии, в земле Тюрингия. 
Входит в состав района Веймар. Подчиняется управлению Грамметаль. Население составляет 226 человек (на 31 декабря 2006 года). Занимает площадь 3,68 км².